# كاسر الحجر اللابتلي
كاسر الحجر اللابتلي أو كاسر الحجر عديم البتلات (الاسم العلمي:Saxifraga apetala) هو نوع من النباتات يتبع جنس كاسر الحجر من فصيلة كاسرات الحجر.